# Christoph Rassler
 (janvier 2024).
Améliorez-le ou discutez des points à vérifier. 
Christoph Rassler, né à Constance le 12 août 1654 et mort à Rome le 16 juillet 1723, est un jésuite et théologien allemand.

## Biographie
Entré dans la Compagnie de Jésus en 1669, il enseigne la grammaire et les humanités puis de 1685 à 1714 la théologie dogmatique, la théologie morale, l'exégèse à Ingolstadt et à Dillingen. Il est préfet des études et enfin recteur (1714-1716) de l'université de Dillingen. Appelé à Rome par le supérieur général Michelangelo Tamburini, il y exerce les charges de réviseur général, de conseiller théologique du cardinal jésuite Giovanni Battista Tolomei et de préfet des études du Collège romain, où il est emporté par le typhus le 16 juillet 1723.
Rassler publie la majeure partie de son œuvre sous forme de Controversiae en huit opuscules (1688-1701), dans lesquelles il examine avec plus ou moins de développements des questions philosophiques ou théologiques discutées publiquement sous sa direction par ses élèves d'Ingolstadt et de Dillingen. Ses prises de position en théologie morale sont particulièrement intéressantes, dans la mesure où il se fait le défenseur du probabilisme jésuite (puis de l'équiprobabilisme) contre les attaques formulée par Tirso González, alors depuis peu général de la Compagnie.

## Œuvres
- Controversiae, 8 vol. (Ingolstadt, 1688-1701) ;
- Vindiciae Gobatianae, sive Examen propositionum, quas ex operibus P. Georgii Gobat excerptas Illustrissimus Atrebatensis Episcopus severissima censura notavit, et ipsius censurae crisis a quodam sacrae theologiae doctore edita (s.l., 1706) ;
- Norma recti seu tractatus theologicus, in quo tum de obiectiva, tum etiam de formali regula honestatis ac praecipue de recto usu opinionum probabilium magna accuratione ita disseritur, ut et rigore lenitas et lenitate rigor salubriter temperetur, ostendendo scilicet, quod in concursu opinionum utrinque probabilium circa honestatem et licentiam alicujus actionis partem minus tutam seu faventem libertati fas sit in operando sequi non tunc solum, cum eadem operanti magis probabilis apparet, sed etiam quando aequalem prae se fert probabilitatem cum opposita tutiore, stante pro lege, non tamen etiam, quando habere videtur notabiliter minorem (Ingolstadt, 1713).